# Kizlar Agha

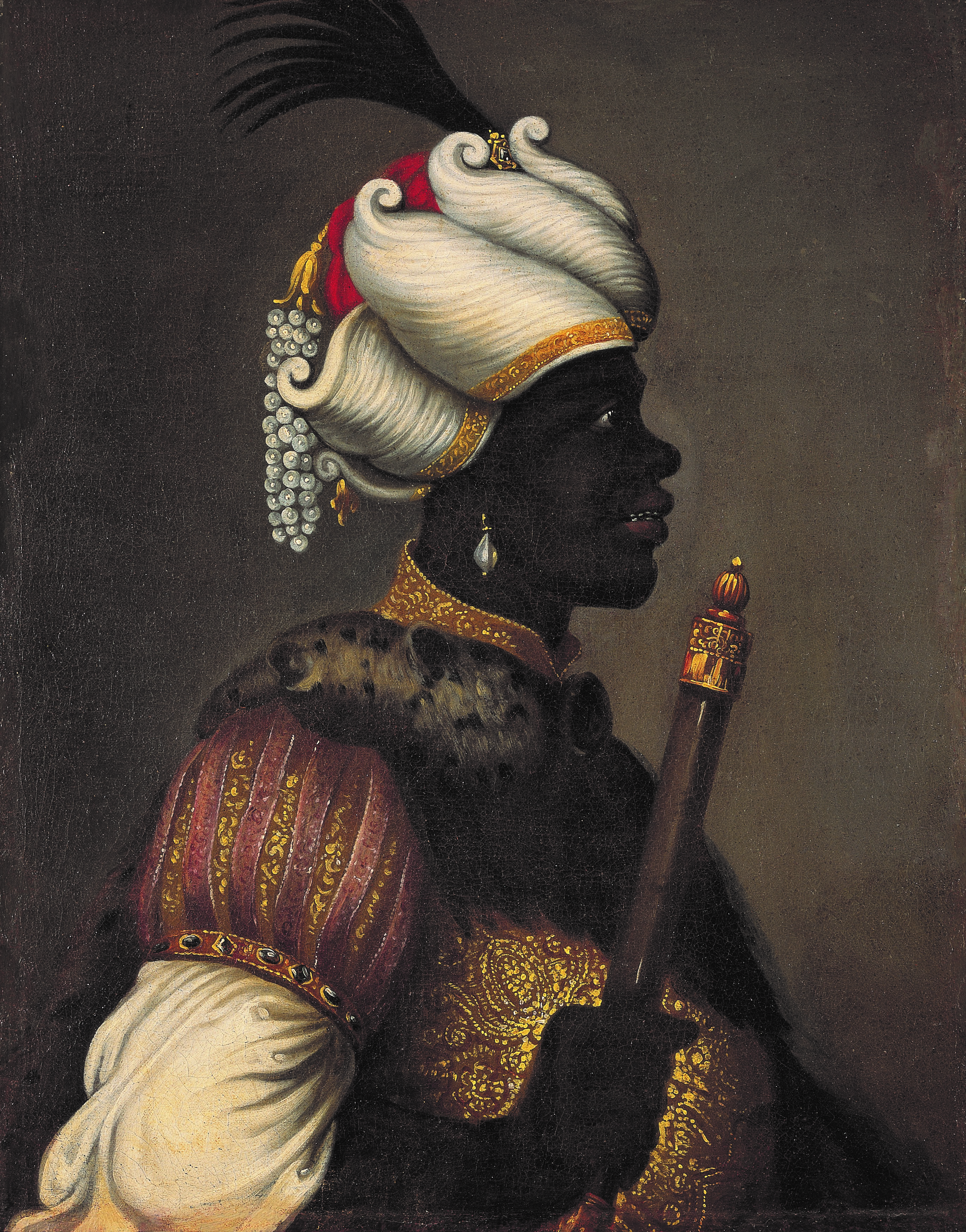
Afbeelding van een Khizlar Agha omstreeks 1683

De Kizlar Agha (Osmaans:  قيزلر اغاسی, Turks: Kızlar Ağası), formeel de Agha van het Huis van Geluk, was het hoofd van de  eunuchen die de harem van de sultans van het Ottomaanse Rijk bewaakten. De functie werd vervuld door Afrikaanse zwarte slaven.

## Geschiedenis
De positie van de Kizlar Agha werd in 1574 gecreëerd door sultan Murat III die de Ethiopische Mehmed Agha als eerste Kizlar Agha benoemde. In de loop van de tijd zou deze positie die van de Kapi Agha voorbij streven die voorheen het hoofd waren van het paleispersoneel. Op het hoogtepunt van zijn macht in de zeventiende en achttiende eeuw was de Kizlar Agha een vizier van de eerste rang en stond hij op de derde plaats van de hiërarchie van de staat, achter de grootvizier en de Sjeikh ul-Islam.
In 1715 probeerde toenmalig grootvizier, Silahdar Damat Ali Pasha, de macht van de Kizlar Agha te breken, maar door de vroegtijdige dood van Pasha gingen zijn plannen niet door. Pas tijdens de regering van sultan Mahmut II rond 1830 werd de macht uiteindelijk aan banden gelegd van de Khizlar Agha en bleef het slechts nog een ceremoniële rol tot aan de val van het Ottomaanse Rijk in 1919.